# Bičenka poševní
Bičenka poševní (Trichomonas vaginalis) lidově též zvaná pošvík, je anaerobní čtyřbičíkatý parazitický prvok s kosmopolitním výskytem. Má přeměněné mitochondrie zvané hydrogenozomy. Parazituje v pohlavních orgánech žen a způsobuje lidskou urogenitální trichomoniázu. Žije také v močové trubici mužů, zde ale onemocnění způsobuje velmi vzácně. Přenáší se pouze pohlavním stykem. Infekčním stádiem je trofozoit.

## Morfologie
Bičenka poševní má čtyři přední bičíky a jeden zpětný, který vytváří na boku těla krátkou undulující membránu. Undulující membrána slouží k pohybu a je podložena zpevňující kostou. Dosahuje velikosti až 32 × 14 ųm. Středem těla se táhnou zpevňující vlákna tvořící podpůrný sloupek (axostyl). Golgiho komplex je parabazálními fibrilami propojený s jádrem a vytváří tak parabazální aparát.

## Životní cyklus
Bičenka poševní žije v urogenitální soustavě člověka, kde se živí bakteriemi, buněčným detritem a erytrocyty. Rozmnožuje se mitotickým dělením. Jedná se přitom o speciální mitotické dělení nazývané kryptopleuromitóza.
Nevytváří cysty a je tedy schopná přežít pouze 24 hodin v moči, ve spermatu, nebo ve vodě. Na předmětech znečištěných kontaminovanou tekutinou přežívá 1–2 hodiny.[zdroj?]
Přenos je přímý – z hostitele na hostitele bez využití vektora a bez toho, aby parazit prodělal vývoj ve vnějším prostředí. K přenosu dochází při nechráněném pohlavním styku infikovaného a neinfikovaného člověka.

## Trichomoniáza
Bičenka u žen způsobuje rozvrat poševní mikroflóry. Vyvolává gynekologické záněty spojené s výtokem. Toto onemocnění se nazývá trichomoniáza. Bez léčení sice trichomoniáza poleví, ale může se opakovat, zejména v těhotenství, kdy může vyvolat předčasný porod. Dlouhodobý zánět může skončit i sterilitou a to i u mužů, pokud se u nich nákaza bičenkou poševní projeví. V případě patogennity bičenky poševní u mužů jsou pak klinickými projevy trichomoniázy zánět prostaty a nadvarlat. Onemocnění také u nakažených zvyšuje citlivost vůči viru HIV.

### Diagnostika
Trichomonas vaginalis je zpravidla diagnostikována pomocí roztěru poševního sekretu. Kromě toho je možné ji pozorovat pod mikroskopem přímo. Při využití primerů specifických pro GENBANK/L23861 lze bičenku diagnostikovat i pomocí metody PCR.

### Léčba
K léčbě se užívá metrodinazol a ornidazol, přičemž jsou léčeni i sexuální partneři nemocných trichomonázou, pro případ, že by byli asymptomatickými přenašeči. Reinfekce je možná, prevencí je používání kondomů.

### Výskyt
Celosvětová zdravotnická organizace WHO odhaduje počet nákaz bičenkou poševní na celém světě na 180 milionů případů ročně, přičemž přibližně v 50 % případů nedojde k rozvoji trichomonázy. Aktuálně je nakaženo zhruba 160 milionů lidí.[zdroj?]